# Марискаль, Хуан Леон
Хуан Леон Марискаль (исп. Juan León Mariscal; 29 августа 1895, Оахака — 21 сентября 1972, Мехико) — мексиканский композитор и дирижёр.
Воспитывался в католической школе, в юности замещал флейтиста, кларнетиста и контрабасиста в местном оркестре. Лишь в 1919 году поступил в Национальную консерваторию, где учился у Хулиана Каррильо (композиция), Луиса Саломы (скрипка) и Орасио Авилы (виолончель). В 1923 году выиграл композиторский конкурс, проводившийся по инициативе дирижёра Гаэтано Баваньоли, и награждённое произведение, Симфоническое аллегро, были исполнено под управлением Баваньоли в Мексике и в Италии. В 1924—1926 гг. совершенствовался как композитор в берлинской Консерватории Штерна.
Вернувшись в Мексику, издавал в 1926—1928 гг. журнал Arte, преподавал музыку в средних учебных заведениях, затем был инспектором музыкального образования, преподавал композицию в Национальной консерватории. Автор симфонической, камерной, хоровой и фортепианной музыки, а также многочисленных аранжировок народной музыки.